# افرایم

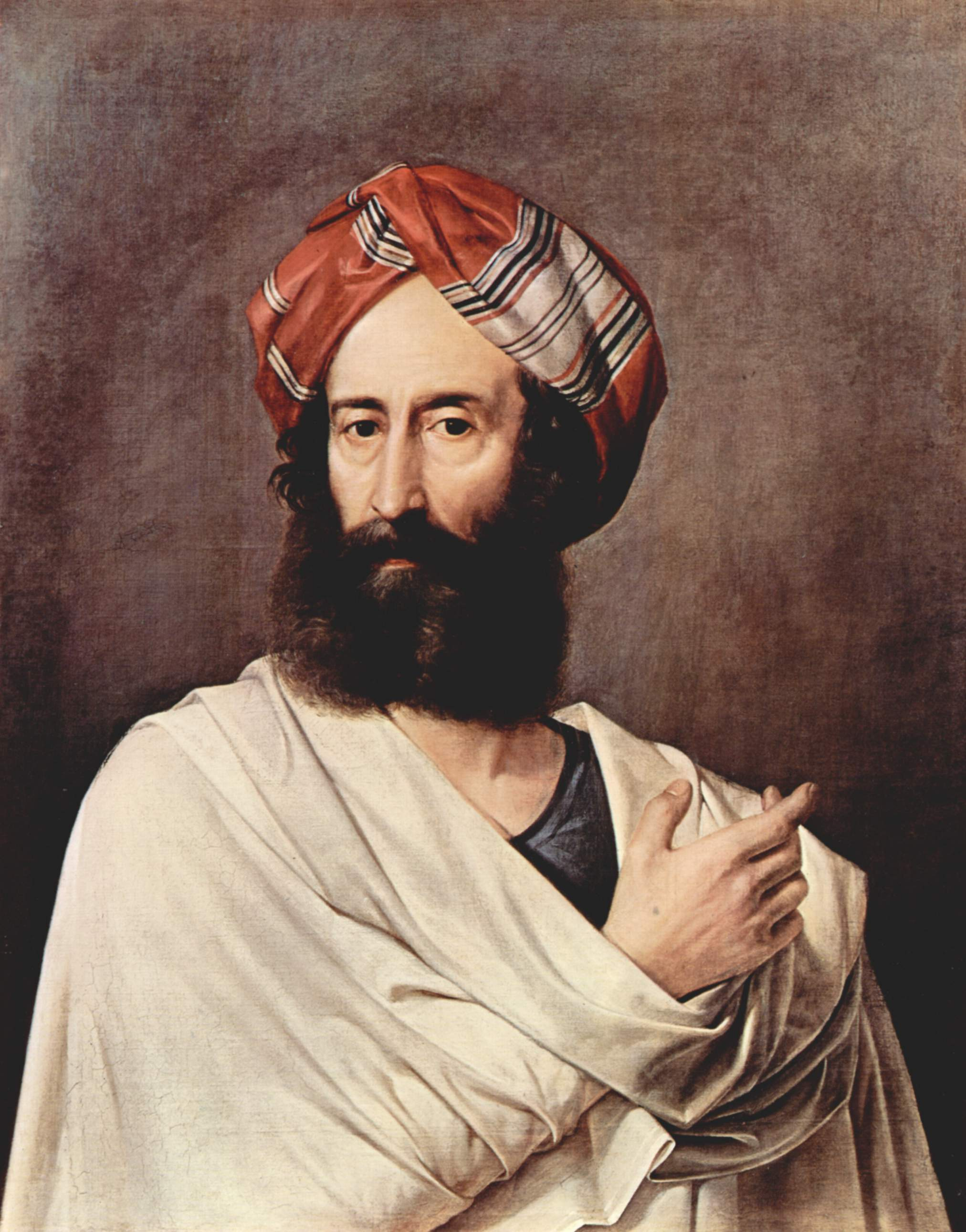
افرایم اثر فرانچسکو هایز

اِفرائیم (عبری:אֶפְרַיִם/אֶפְרָיִם، استاندارد:Efráyim) بنا به کتاب پیدایش،
فرزند دوم یوسف و آسنات و برپاکننده سبط اسرائیلی افراییم بود. آسنات زنی مصری بود که فرعون به عنوان همسر به یوسف داده بود. افرایم در مصر و قبل از آمدن فرزندان یعقوب (بنی اسرائیل) از کنعان به مصر متولد شد. افرایم دارای پسرانی بود: شوتلاه، بکر، تاهان؛ ولیکن در کرونیکلز به دو پسر دیگر نیز اشاره شده‌است: ازر و الیاد که توسط دزدان کشته شدند. او سپس پسری دیگر به نام بریا داشت که نام او را ادامه داد. یوشع بن نون که رهبر بنی‌اسرائیل گردید از نسل افرایم بود. بر اساس کتاب مقدس جروبوام که اولین پادشاه پادشاهی شمالی اسرائیل شد نیز از نسل افرایم بود.

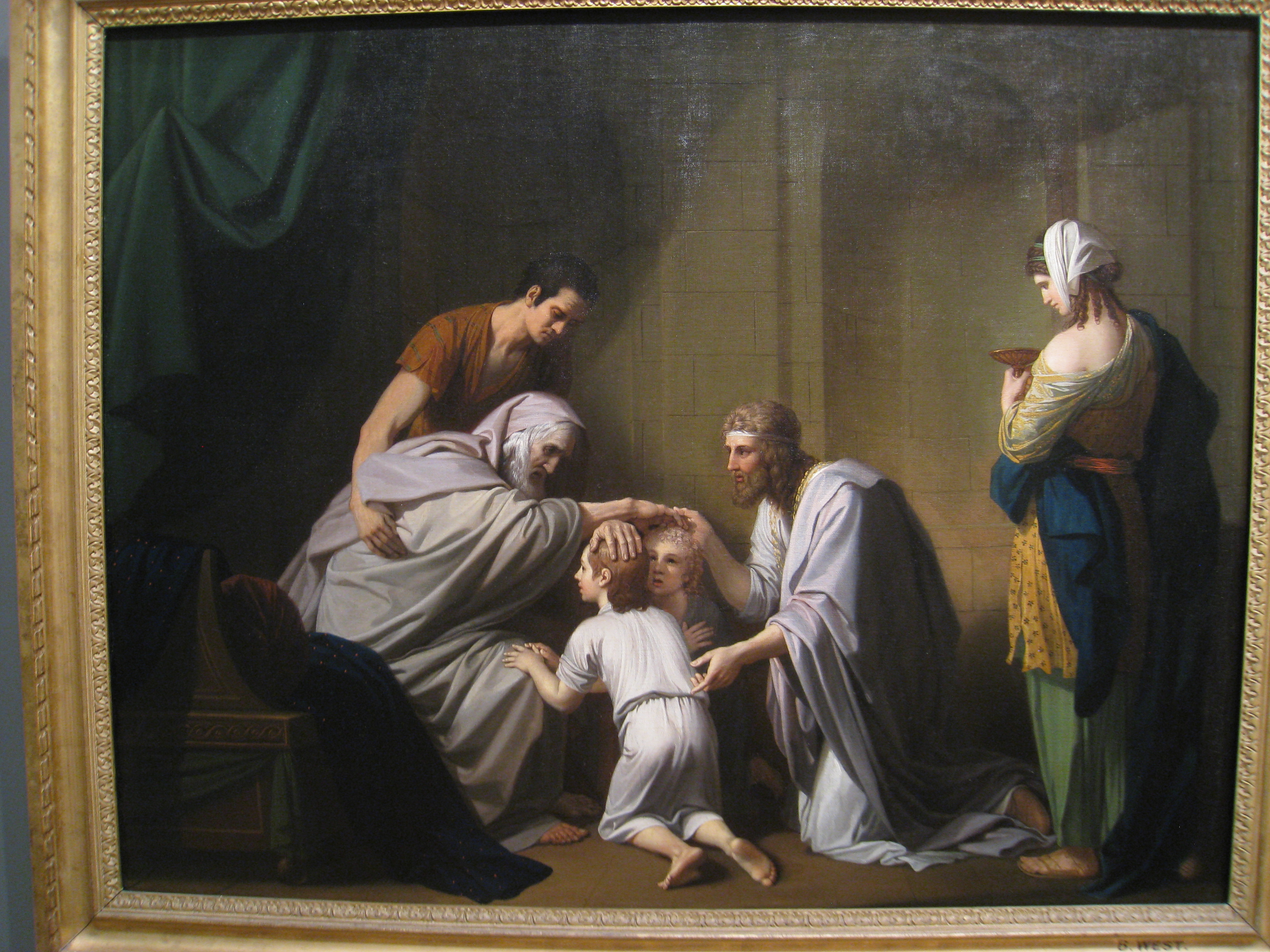
یعقوب مناسه و افرایم را برکت می‌دهد، اثر بنجامین وست